# Laichlewald
Der Laichlewald war ein 7 Hektar großes Landschaftsschutzgebiet auf dem Gebiet der Gemeinde Wernau im Landkreis Esslingen in Baden-Württemberg. Es wurde am 30. November 1971 vom Landratsamt Esslingen ausgewiesen. Mit der Ausweisung des Landschaftsschutzgebiets Wernau (Neckar) am 3. Mai 1995 wurde die Verordnung aufgehoben und das Landschaftsschutzgebiet in das neue Schutzgebiet integriert.
Es umfasste den überwiegend innerstädtisch zwischen der Goethe- und der Uhlandstraße gelegenen, Laichle oder Läuchle genannten, bewaldeten, westexponierten Hang.